# Hong Kong FC
Hong Kong Football Club (Abreviação: HKFC; (Em chinês;香港足球會)) é um clube esportivo e social em Hong Kong. A sua sede é em Happy Valley, com os campos de esportes sendo situados dentro do Happy Valley Racecourse. Foi fundado em 12 de fevereiro de 1886. O clube atualmente joga a Premier League, equivalente a Primeira Divisão.

## Títulos
- Liga da Primeira Divisão de Hong Kong: 1919–20
- Liga da Segunda Divisão de Hong Kong: 1972–73, 1976–77, 1978–79, 1985–86, 1987–88, 1992–93, 1994–95, 1997–98, 1998–99, 2000–01, 2004–05, 2005–06, 2008–09, 2017–18, 2020–21
- Liga da Terceira Divisão de Hong Kong: 1978–79, 1986–87
- Hong Kong Senior Challenge Shield: 1898–99, 1907–08, 1915–16, 1918–19, 1921–22
- Hong Kong Junior Challenge Shield: 1976–77, 1978–79, 1992–93, 1994–95, 1996–97, 2004–05